# Hải Yến, Hải Bắc
Hải Yến (chữ Hán giản thể: 海晏县) là một huyện thuộc Châu tự trị dân tộc Tạng Hải Bắc, tỉnh Thanh Hải, Cộng hòa Nhân dân Trung Hoa. Huyện này có diện tích 4348 km2, dân số năm 2002 là 30.000 người. Mã số bưu chính là 812200. Huyện lỵ đóng tại trấn Tam Giác Thành. Hải Yến bắc giáp Kỳ Liên, Môn Nguyên, đông giáp Đại Thông, Hoàng Trung, nam giáp Hoàng Nguyên, Cộng Hòa, tây giáp Cương Sát. Về mặt hành chính, huyện này được chia thành 2 trấn (Tây Hải và Kim Than), 4 hương (Thanh Hải Hồ, hương dân tộc Mông Cổ Thác Lặc, hương dân tộc Mông Cổ Cáp Lặc Cảnh, Cam Tử Hà).